# Summer Snow (TV-serie)
Summer Snow, japansk drama-serie med Tsuyoshi Doumoto och Ryoko Hirosue i huvudrollerna, sänt på TBS 2000. En kärlekshistoria mellan en ung man som tvingats ta hand om sina två yngre syskon och familjens cykelaffär sedan hans föräldrar dog i en bilolycka och en ung kvinna med hjärtproblem. En riktig snyftare.